# Mutinerie de Morotai

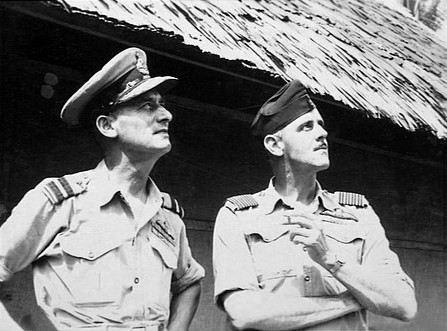
Le général Harry Cobby, à gauche.

La mutinerie de Morotai est un mouvement collectif de démission, en avril 1945, d'une partie des pilotes de la Force tactique aérienne no 1 de l'aviation australienne (RAAF), alors en opération sur l'île de Morotai, dans les Indes néerlandaises. Huit pilotes chevronnés, dont l'as de l'aviation australienne, le group captain Clive Caldwell, présentèrent leur démission pour protester contre ce qu'ils perçurent comme une relégation des escadrilles d'avions de chasse de la RAAF à de simples missions d'attaque au sol. Une enquête du gouvernement justifia le comportement des « mutins », et trois officiers de haut rang de l'état-major de la première force tactique aérienne, y compris son commandant, le général de brigade aérienne Harry Cobby, furent relevés de leurs fonctions.
George Odgers résume la cause de l'incident dans l'histoire officielle de la RAAF pendant la Seconde Guerre mondiale comme « la conviction d'un groupe de jeunes leaders qu’ils étaient engagés dans des opérations qui n'étaient pas militairement justifiées, une conviction largement partagée par de nombreux militaires et dirigeants politiques australiens ». Odgers conclut que l'enquête qui a suivi a clairement indiqué que presque toutes les personnes concernées ont agi pour des motifs nobles, et il est convaincu que, « dans la crise, la commission a agi avec sagesse »[réf. nécessaire].